# Falcon 9
El Falcon 9 (en español: halcón, a nueve motores) es un vehículo de lanzamiento parcialmente reutilizable de dos etapas diseñado y fabricado por SpaceX. Usa como propelentes queroseno para cohetes (RP-1) densificado y oxígeno líquido (LOX). Su versión actual, el Falcon 9 Block 5, tiene una carga útil aproximada de 22 800 kg a órbita baja terrestre y de aproximadamente 8300 kg a órbita de transferencia geosíncrona. La primera etapa es capaz de aterrizar para ser reutilizada en nuevas misiones, ya sea volviendo a tierra o sobre una nave dron.
Mediante este cohete, SpaceX ofrece servicios como lanzamiento de satélites, y transporte de carga a la Estación Espacial Internacional (ISS). En el año 2020 transportó por primera vez astronautas a la ISS junto con su nueva nave Crew Dragon, y en el año mismo empezó el servicio regular.
El primer lanzamiento (F9 v1.0) ocurrió el 4 de junio de 2010 a las 18:45 UTC desde el Complejo de lanzamiento espacial 40 de Cabo Cañaveral llevando una maqueta de la cápsula Dragon.
El Falcon 9 es el lanzador de la nave Dragon. La combinación ganó dos contratos de Commercial Resupply Services (CRS) de la NASA para abastecer a la Estación Espacial Internacional desde 2012 hasta 2024.
Su nombre proviene del Millenium Falcon, y del hecho que su primera etapa está equipada con 9 motores.
Se ubica en la categoría de lanzador mediano. La primera etapa posee 9 motores Merlin 1D+. Sus versiones anteriores fueron la v1.0 (2010-2013), la v1.1 (2013-2016), y las Full Thrust block 3 y 4 (2016-2018). La versión actualmente utilizada es conocida como Falcon 9 Block 5, volando por primera vez el 11 de mayo de 2018.

## Lanzador reutilizable
Con el objetivo de reducir drásticamente los costos de las misiones espaciales, uno de los objetivos del Falcon 9 es que sea reutilizable. En abril de 2015 por primera vez se logró que el vehículo de lanzamiento aterrizara pero la velocidad de aterrizaje fue muy alta y el impacto del aterrizaje dañó el lanzador. En junio de 2015, una falla catastrófica hizo que el lanzador y su carga se destruyesen poco después del lanzamiento. Finalmente, en diciembre de 2015, un vehículo de lanzamiento logró por primera vez en la historia aterrizar de regreso luego de poner en órbita 11 satélites de comunicación. El costo de un lanzador es de 60 millones de dólares de los cuales 200 000 son el costo del combustible, de manera que con la reutilización, el costo de un lanzamiento podría reducirse entre 10 y 100 veces
El 8 de abril de 2016, el Falcon 9 que llevaba la cápsula Dragon a la ISS en su octava misión de abastecimiento, logró aterrizar sobre una barca robótica desarrollada por SpaceX.

## Diseño

La familia de cohetes Falcon 9. De izquierda a derecha: Falcon 9 v1.0, Falcon 9 v1.1, Falcon 9 v1.2 "Full Thrust" ("Empuje total"), Falcon 9 Block 5 y Falcon Heavy.

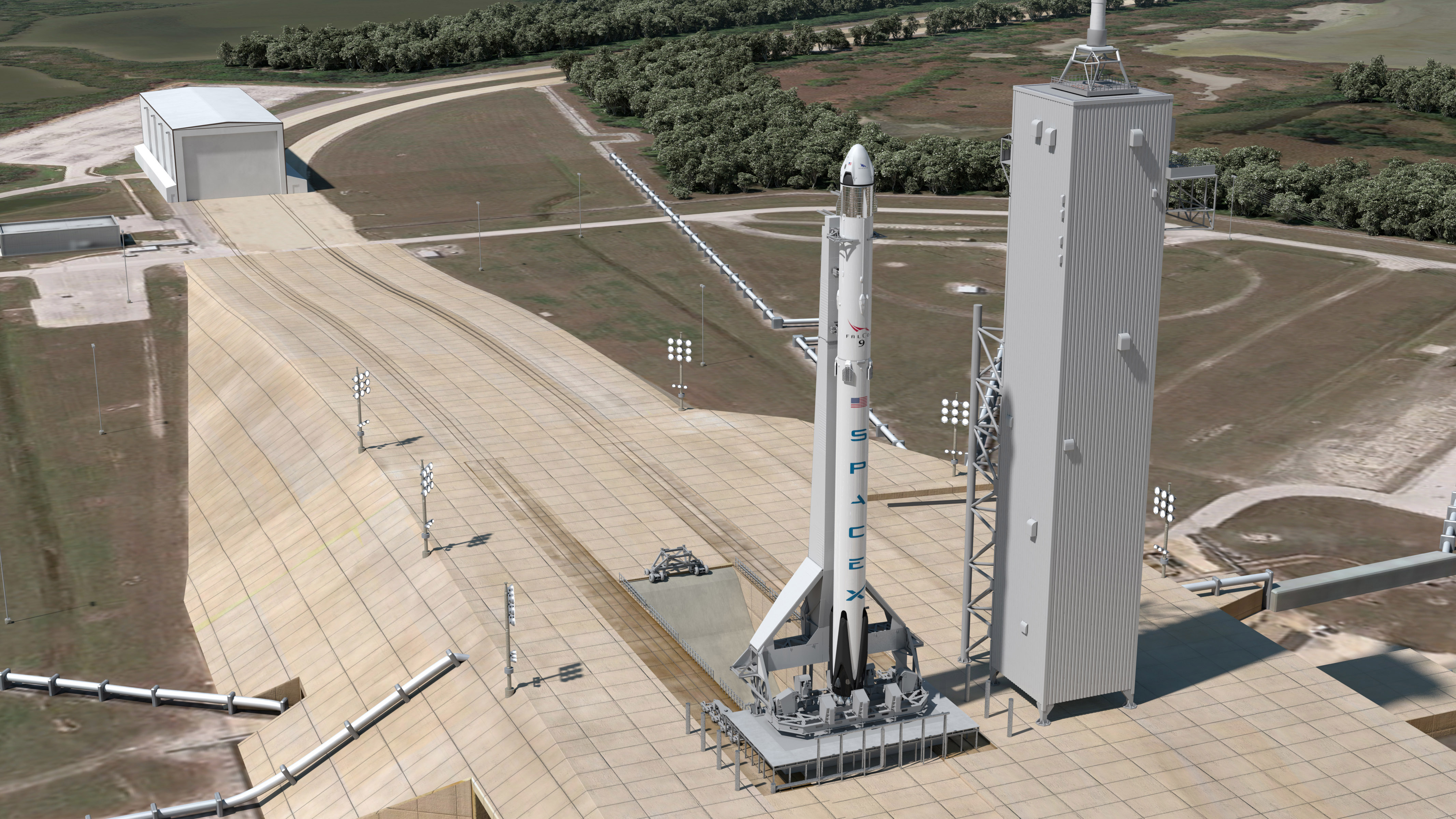
Falcon 9 con la Dragon V2

La base del Falcon 9 es un vehículo de lanzamiento impulsado por LOX/RP-1. Su primera etapa está impulsada por nueve motores de cohete Merlin 1D de SpaceX con un empuje de 556 kN al nivel de mar por cada motor, con un empuje total al despegue de unos 5 MN.
El Falcon 9 Heavy consiste en un Falcon 9 estándar con dos etapas iniciales del Falcon 9 adicionales actuando como boosters líquidos adheridos. Este es un concepto similar a los lanzadores EELV y a los cohetes de transporte rusos Angara.
La etapa superior está impulsada por un único motor Merlín modificado para operar en el vacío con un cociente de expansión de 117:1 y un tiempo de quemado nominal de 345 segundos. Para añadir fiabilidad al reinicio, el motor tiene ignitores pirotécnicos dobles redundantes (TEA-TEB).
La sección entre etapas, que conecta la etapa superior y la inferior del Falcon 9, es una estructura compuesta con un núcleo de fibra de carbono y aluminio. La separación de etapas sucede mediante anillos de separación reutilizables y el sistema de empuje es neumático. Las paredes del tanque y la cubierta del Falcon 9 están hechas de una aleación de aluminio-litio. SpaceX usa un tanque soldado mediante soldadura por fricción-agitación, la técnica de soldadura más fuerte y más fiable. El tanque de la segunda etapa del Falcon 9 es simplemente una versión más corta del tanque de la primera etapa y usa en su mayoría los mismos materiales, el mismo utillaje, y las mismas técnicas de fabricación. Esto produce importantes ahorros en el coste de la producción del vehículo.
Como con el vehículo menor de la compañía, el Falcon 1, la secuencia de lanzamiento del Falcon 9 incluye una característica de sujeción que permite iniciar los motores a toda potencia y comprobar los sistemas antes del despegue. Después de que se inicia la primera etapa, el Falcon queda sujetado y este no despega hasta que se confirma que toda la propulsión y los sistemas del vehículo funcionan correctamente. Si se detecta cualquier condición fuera de lo normal se produce automáticamente un apagado y una descarga del propelente.
El Falcon 9 posee ordenadores de vuelo redundantes y sistemas de navegación triples, con un sistema de GPS para inserciones orbitales de mayor precisión.
El Falcon 9 puede ser lanzado desde el SLC-40 de la estación de la Fuerza Aérea de Cabo Cañaveral, el LC-39A en el centro espacial John F. Kennedy y el SLC-4E de la base de la Fuerza Aérea Vandenberg, en California.

## Versiones del lanzador
| Versión                                      | Falcon 9 v1.0 (retirado) | Falcon 9 v1.1 Blocks 1-2 (retirados) | Falcon 9 Full Thrust Blocks 1-4 (retirados) | Falcon 9 Block 5 (activo)                     |
| -------------------------------------------- | ------------------------ | ------------------------------------ | ------------------------------------------- | --------------------------------------------- |
| Etapa 1                                      | 9 × Merlin 1C            | 9 × Merlin 1D                        | 9 × Merlin 1D (mejorado)                    | 9 × Merlin 1D (mejorado)                      |
| Etapa 2                                      | 1 × Merlin 1C Vacuum     | 1 × Merlin 1D Vacuum                 | 1 × Merlin 1D Vacuum FT                     | 1 × Merlin 1D Vacuum FT                       |
| Altura máxima (m)                            | 53                       | 68,4                                 | 70                                          | 70                                            |
| Diámetro (m)                                 | 3,66                     | 3,66                                 | 3,66                                        | 3,66                                          |
| Empuje inicial (kN)                          | 3807                     | 5885                                 | 6804                                        | 7 600                                         |
| Masa al despegue (toneladas)                 | 318                      | 506                                  | 549                                         | 549                                           |
| Diámetro de cofia (m)                        | N/A                      | 5,2                                  | 5,2                                         | 5,2                                           |
| Carga útil a OTB (kg) (desde Cabo Cañaveral) | 8 500–9 000              | 13 150                               | 22 800 (desechable)                         | ≥ 22 800 (desechable) ≥ 16 800 (reutilizable) |
| Carga útil a OTG (kg)                        | 3 400                    | 4 850                                | 8 300 (desechable) ~5 300 (reutilizable)    | ≥ 8 300 (desechable) ≥ 5 800 (reutilizable)   |
| Lanzamientos exitosos / totales              | 4 / 5                    | 14 / 15                              | 36 / 36                                     | 85 / 85                                       |

## Estadísticas de lanzamientos
Esta sección es una transclusión de Anexo:Lanzamientos de cohetes Falcon 9 y Falcon Heavy#Estadísticas de lanzamientos.
Los cohetes de la familia Falcon 9 se han lanzado 143 veces durante 10 años, resultando en 141 éxitos completos de la misión (98,6 %), un éxito parcial (CRS-1 entregó su carga a la ISS, pero una carga útil secundaria quedó varada en una órbita inferior a la planificada), y una falla (la nave espacial CRS-7 se perdió en pleno vuelo). Además, un cohete y su carga útil Amos-6 fueron destruidos antes del lanzamiento en preparación para una prueba de ignición estática en la plataforma. 
La primera versión del cohete Falcon 9 v1.0 se lanzó cinco veces desde junio de 2010 hasta marzo de 2013, su sucesor Falcon 9 v1.1 15 veces desde septiembre de 2013 hasta enero de 2016, y la última actualización Falcon 9 Full Thrust 120 veces desde diciembre de 2015 hasta el presente, 26 de los cuales han utilizado una primera etapa reutilizada. Falcon Heavy se lanzó por primera vez el 6 de febrero de 2018, incorporando dos primeras etapas restauradas como propulsores laterales; luego, lo hizo nuevamente en abril y junio de 2019, en este último, se reutilizaron los propulsores laterales del vuelo anterior. El último propulsor "Block 4" producido se lanzó en abril de 2018, y el primer Block 5, en mayo de ese año. Mientras que los propulsores Block 4 solo se usaron como máximo dos veces y requirieron varios meses de renovación, las versiones Block 5 están diseñadas para sostener 10 vuelos con sólo inspecciones, posiblemente con un tiempo de retorno al servicio de 24 horas.
Los propulsores de la primera etapa del Falcon 9 se recuperaron en 99 de 108 intentos de aterrizaje (91,7 %).
| 10 20 30 40 '10 '11 '12 '13 '14 '15 '16 '17 '18 '19 '20 '21 '22 - Falcon 9 v1.0 - Falcon 9 v1.1 - Falcon 9 Full Thrust - Falcon 9 FT (♺) - Falcon 9 Block 5 - Falcon 9 B5 (♺) - Falcon Heavy | 10 20 30 40 '10 '11 '12 '13 '14 '15 '16 '17 '18 '19 '20 '21 '22 - Cabo Cañaveral LC-40 - Kennedy LC-39A - Vandenberg SLC-4E |

|  | 10 20 30 40 50 2010 '11 '12 '13 '14 '15 '16 '17 '18 '19 '20 '21 - Fallo (pre-lanzamiento) - Fallo (en vuelo) - Fallo parcial - Éxito - Planificado (comercial) - Planificado (Starlink) | 5 10 15 20 25 30 2010 '11 '12 '13 '14 '15 '16 '17 '18 '19 '20 '21 - Fallo (en tierra) - Fallo (nave dron) - Fallo en océano - Fallo de paracaídas - Éxito (en tierra) - Éxito (nave dron) - Amerizaje suave - No intentado |

## Cohetes similares
Todos estos cohetes son sistemas de lanzamiento pesados (sobre 14 000 kg a OTB y sobre 5000 kg a OTG). La mayoría de ellos usan oxígeno líquido con hidrógeno líquido o queroseno.
- Titan IIIC
- Ariane 5
- H-IIA
- H-IIB
- Atlas V
- Angara A3
- Delta IV
- Chang Zheng 5
- Protón

Todos estos son vehículos de lanzamiento parcialmente reutilizables
- Miura 5
- Electron

### En inglés
- Wikinoticias en inglés tiene noticias relacionadas con Falcon 9.
- Falcon 9 official page
- Falcon 9 Heavy official page
- Test firing of two Merlin 1C engines connected to Falcon 9 first stage, Movie
- Test firing of two Merlin 1C engines connected to Falcon 9 first stage, Movie
- Press release announcing design Archivado el 6 de marzo de 2012 en Wayback Machine. (9 de setiembre de 2005)
- SpaceX hopes to supply ISS with new Falcon 9 heavy launcher (Flight International, 13 de setiembre de 2005)
- SpaceX launches Falcon 9, With A Customer (Defense Industry Daily, 15 de setiembre de 2005)

- Datos: Q249091
- Multimedia: Falcon 9 / Q249091